# Sedna (godin)

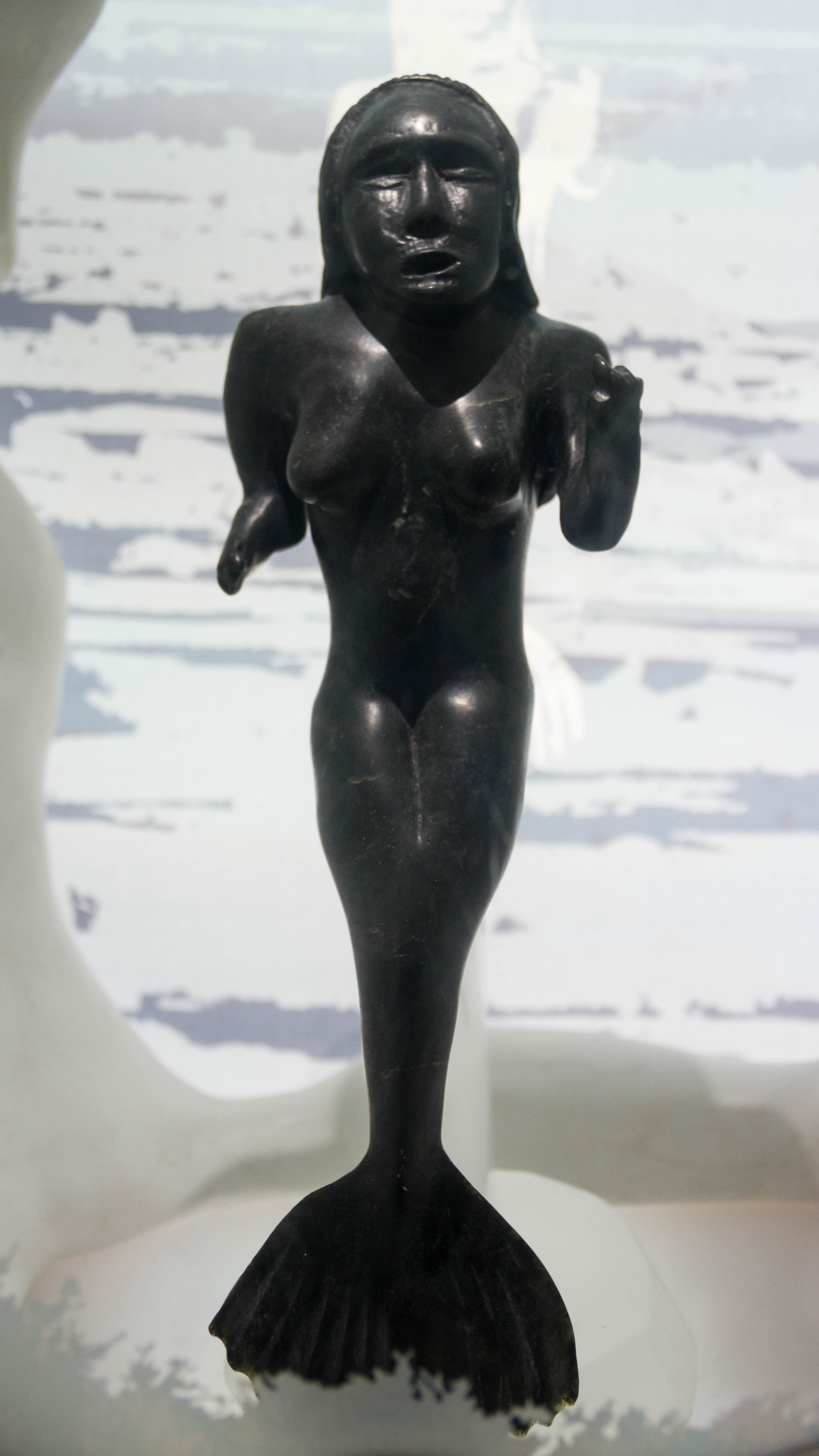

Sedna is in de religie of mythologie van de Inuit de Moeder van de Zee en meester der dieren in het algemeen, en der zeezoogdieren in het bijzonder.
Deze godin is ook onder andere namen bekend, zoals Amakuagsak of Amarquagssaq bij de Inuit van Groenland en Nerrivik of Nuliajuk bij die van de Netsilik-Inuit op en rond King-Williameiland voor de Canadese kust. Nuliajuk had ook een kind, Ungaq (de krijser). Hij was ontvoerd uit de armen van een slapende moeder op aarde.
Het was zo een machtige geest voor de Inuit, dat zelfs de sjamanen bang voor haar waren.
Bij niet-Eskimo's is Sedna de gangbare naam. Zij wordt soms voorgesteld als half vrouw, half vis, met de staart van een witte dolfijn.
Er zijn vele erg verschillende verhalen over de afkomst en geschiedenis van Sedna. De volgende elementen komen veel voor:
1. Sedna is ijdel en wil geen man huwen.
2. Op een bepaald ogenblik werd Sedna op zee uit een kano geworpen door haar vader of haar man.
3. Ze wordt vermoord door haar vader omdat ze weigert te trouwen met de man van zijn keuze.
4. Toen ze terug aan boord wilde kruipen, sloeg die met de peddel eerst haar bevroren vingers en vervolgens haar handen af.
5. Uit haar vingers ontstonden de zeehonden en zeeleeuwen, uit haar handpalmen de walvissen.
6. Sedna zinkt naar de diepten van de ijszee en leeft daar voort met een grote wrok tegen mannen. Zij ontketent onder andere stormen en jaagt de zeehonden van onder het ijs weg.
7. Sedna moet met groot respect behandeld worden door wie zich op zee begeeft of op zeehonden jaagt.
8. De Moeder van de Zee had de macht over bepaalde besmettelijke ziekten.

Vanwege die wrok wordt Sedna ook met de volgende omschrijvingen aangeduid:
- Takannaaluk Arnaaluk (die gevreesde grote vrouw daarbeneden, op de bodem van de zee) of Takanakapsaluk
- Kiglurittuq (de boze)

De planetoïde Sedna is naar deze godin vernoemd.